# Luumäki
Luumäki è un comune finlandese di 4 421 abitanti, situato nella regione della Carelia Meridionale. Una delle frazioni del comune è Taavetti, in cui è posto il termine della Valtatie 26.